# فری‌برد ایرلاینز
شرکت هوایی فری‌برد (با نام اصلی ترکی: شرکت سهامی عام حمل و نقل و تجارت هوایی حُرقوش) یک شرکت هواپیمایی خصوصی ترکیه است که مرکز فعالیت آن در استانبول است.
این شرکت هوایی که فرودگاه اصلی فعالیت آن فرودگاه بین‌المللی آتاترک استانبول است و فرودگاه آنتالیا و دالامان موغلا را نیز به عنوان هاب در نظر گرفته‌است به بسیاری از شهرهای اروپایی به صورت مستقیم پرواز می‌کند.

## تاریخچه
این شرکت هوایی فعالیت خود را به‌طور رسمی در سال ۲۰۰۱ ابتدا با خرید سه فروند هواپیمای مک دونالد داگلاس MD-۸۳ آغاز نمود و از سال ۲۰۰۴ نیز هواپیماهای نسل جدید Airbus ۳۲۰ و Airbus ۳۲۱ را جایگزین هواپیماهای قدیمی خود نمود.
فری‌برد ایرلاینز در ماه مارس سال ۲۰۰۹ تعداد یک هواپیمای A۳۲۰ ساخت ۲۰۰۵ را نیز به ناوگان خود اضافه نمود.
تعداد هواپیماهای تحت تملک شرکت در سال ۲۰۱۲ شش فروند بود و در ماه آوریل ۲۰۱۲ با خرید یک فروند هواپیمای دست اول ایرباس A۳۲۰ تعداد هواپیماهای اختصاصی هواپیمایی فری‌برد به ۷ فروند افزایش یافت.
فعالیت عمده این شرکت هوایی خصوصی قرارداد با شرکتهای خصوصی گردشگری برای آوردن توریست به ترکیه است و هم‌اکنون نیز با شرکتهای توریستی معتبری همچون TUI و First Choice در زمینه حمل و نقل گردشگر همکاری می‌کند.
هواپیمایی فری‌برد اولین شرکت هوایی ترک است که تمامی گواهینامه‌های Jar Ops-۱، Jar ۱۴۵، ISO ۹۰۰۱:۲۰۰۸ و IOSA را دریافت کرده‌است.
سیاست این هواپیمایی خرید هواپیماهای نو و ارائه خدمات لوکس به صورت چارتر می‌باشد.
این شرکت به مقصد فرودگاه بین‌المللی امام خمینی و فرودگاه بین‌المللی اصفهان نیز پروازهایی دارد.
فری‌بردایرلاینز وابسته به گؤزِن هولدینگ است.